# 8905 Банкакуко
8905 Банкакуко (8905 Bankakuko) — астероїд головного поясу, відкритий 16 листопада 1995 року.
Тіссеранів параметр щодо Юпітера — 3,352.